# Кокалеро
Кокалеро (шп. Cocalero) су узгајивачи лишћа коке у Боливији и Перуу. Као одговор на покушаје искорењивања и фумигације усева коке у регији Чапаре у Боливији, финансиране од стране Сједињених Америчких Држава, кокалероси су се придружили другим локалним староседелачким организацијама у земљи, као што су синдикални радници у рудницима и сељаци да би оспорили политику владе. Ево Моралес, који је постао председник Боливије 2006. године, био је лидер покрета кокалера у тој земљи.

## Кока и рат против дроге
Домороци у Андима коку гаје већ 8000 година из медицинских и верских разлога. Као стимуланс, корисна је у превазилажењу висинске болести у високим Андама, а може се жвакати и правити чај од ње. Користи се у медицинске употребе за лош проток крви, маларију, чиреве, астму и побољшање варења. Такође се користи у многим верским церемонијама као принос Апусу, Интију и Пачамами и као метод врачања.
У Европу је кока уведена у 16. веку, али тек средином 19. века почла је да се прерађује у кокаин. Њено гајење је забрањено боливијским законом, осим у региону Јунгас упркос погоднијем земљишту и клими у регији Чапаре. Тако су усјеви коке у Чапареу били циљано уништени. С обзиром на то да су се кока и кокаин преносили преко Јужне и Централне Америке у Сједињене Државе, производња коке у Јужној Америци дошла је у средиште пажње америчке Управе за сузбијање наркотика, која је, под Планом Колумбија, почела да финансира напоре за искорењивање широм континента. План Колумбија довео је до стотине милиона долара војне помоћи, обуке и опреме земљама Централне и Јужне Америке, милитаризујићи регион и одговоре локалних и националних влада на производњу коке. Ово је највише негативно утицало на кокалеросе који зарађују за живот узгојем и продајом коке, јер су њихови усеви спаљивани, раскидани или прскани хербицидом.
Произвођачима коке остаје мало алтернатива за издржавање, и зато позивају на легализацију коке. Такође, борба против наркотика усмерена је на левичарске герилске групе попут Револуционарних оружаних снага Колумбије и банде које су умешане у трговину дрогом. Године 1987. године, Покретна полицијска јединица за рурална подручја (UMOPAR) формирана је као антинаркотичка војна снага у Боливији. Добила је обуку и новчану помоћ од америчке Управе за сузбијање наркотима и водила рације на пољима коке и сузбијала организовање кокалера.

## Староседелачко организовање у Боливији
Боливија је мултиетничка, већински староседелачка земља у Јужној Америци. Међу преко три десетине америчких нација, најистакнутији су Кечуи, Ајмаре, Чикитаноси, Гварани и Мохењоси. Бели и местизо Боливијанци традиционално су држали власт у земљи још од времена колонизације. Стотинама година староседеоци су били запослени у рудницима који су извозили минерално богатство те земље у иностранство, прво у Шпанију, а затим у друге делове земаља које су се брзо индустријализовале, попут САД-а и западне Европе након независности 1809. године.
Осамдесетих година прошлог века Боливијска рударска корпорација затворила је многе руднике, што је многе бивше рударе присилило на производњу коке. Узгој коке не само да је био извор егзистенције бивших рудара, већ је и прелазак са најамне радне снаге на пољопривреду омогућио већу политичку организацију. Многе организације формиране током овог временског период удружиле су се даби формирале Покрет за социјализам (МАС), предвођен од стране Ева Моралеса. Међу главним мобилизацијама од свог оснивања, Конфедерација домородачких народа Боливије одиграла је улогу у маршевима за земљишну реформу, аутономију за староседеоце и за вишенационалну државу.

## Кокалероси и Покрет за социјализам
Покрет за социјализам се успоставила као левичарска популистичка политичка организација која подржава очување биљке коке и економије кокалера. Израстао је и добио подршку од староседелачких организација које су почеле да се удружују након затварања рудника и криминализације биљке коке и кокалероса.
Карлос Меса, председник Боливије од 17. октобра 2003. до 6. јуна 2005. године, изазвао је неколико контроверзи које су мобилизовале староседелачке локалне организације против владе, посебно Боливијског сукоба око плина који је замах повукао из сукоба за воду у Кочабамби. Оба ова сукоба била су усредсређена на спорове између аутохтоног становништва и владе око контроле ресурса. Меса је на брзину дао оставку, створивши услове за изборе. Замах МАС-а довео је до успешног избора Ево Моралеса, организатора синдиката кокалера, са апсолутном већином од 54% укупног броја гласова.